# سونيتا راجوار
سونيتا تشاند راجوار هي ممثلة هندية معروفة بالعمل في الإنتاج السينمائي والتلفزيوني والمسرحي. تخرجت من المدرسة الوطنية للدرامة ن س د نيودلهي عام 1997  عملت في أول ظهور إ
خراجي لسانجاي خاندوري في رجل العصابات تشاكلي، حيث تم ترشيحها لجائزة ماكس ستاردست لعام 2008 في فئة الأداء المتميز - أنثى.
وهي من مواليد باريلي بولاية أوتار براديش ونشأت في مسقط رأسها هالدواني بولاية أوتارانتشال.[بحاجة لمصدر]</link> هي الثانية من بين ثلاثة أطفال، ودراسة في مدرسة دير نيرمالا، وتابعت بعد ذلك دراستها بعد التخرج من جامعة كومون في نانيتال . تخرجت من المدرسه الوطنيه للدراما(NSD)  في نيودلهي عام 1997.